# Aradi vértanúk tere
Az Aradi vértanúk tere a Szeged belvárosának egyik központi elhelyezkedésű, parkosított, forgalom elől részlegesen elzárt, közel téglalap alakú tere. 
A mai tér létrejötte az 1879-es nagy árvíz után kezdődött meg, ekkor még összeért az egykori Templom térrel. Végleges alakját az 1930-as években nyerte el, amikor megépültek az újonnan kialakított Dóm teret szegélyező épületek az északkeleti oldalán, és a Hősök kapuja a délnyugati oldalán.

## Közlekedés

### A tér körüli úthálózat
A teret délnyugati irányból a Tisza Lajos körút határolja, amely az összes utcája közül a legforgalmasabb. A tér határán indul ki belőle a Szentháromság utca és a Boldogasszony sugárút, melyek szintén a város fontosabb közlekedési útvonalai közé tartoznak. A körutat leszámítva a teret körülvevő utca egyirányúsított, a déli végén lehet behajtani, és az északin ki. Az északi sarokból indul az autók számára zsákutcává lezárt Jókai utca, amely a közeli Árpád és a Dugonics tér felé vezet. A forgalom túlnyomó része a Zrínyi utca felé halad, amely körút és a rakpart forgalmát a Belvárosi híd felé vezeti. A szomszédos Rerrich Béla és Dóm tér felé csak korlátozottan lehetséges az autóval történő behajtás. A bicikliút-hálózat mindkét irányban kiépített a tér körül.

### Tömegközlekedés
Központi fekvése miatt az Aradi vértanúk tere Szeged egyik fontos tömegközlekedési csomópontja. A tér közepén áll meg a 2-es villamos és a Szeged–Hódmezővásárhely tram-train, amelyek Rókus irányába következő megállója a Somogyi utcai, a Szeged pályaudvar végállomás felé pedig a Bécsi körúti megállóhely. Bár a közelében található több fontos csomópont, magán az Aradi vértanúk tere megállóhelyen csak a Klinikák végállomás felé tartó 8-as és 10-es trolibuszok állnak meg, ráadásul ez a járatok utolsó előtti megállója.

## Nevezetességei

### Épületek
- Raichl-palota, jelenleg SZTE Gyakorló Gimnázium és Általános Iskola
- Hősök kapuja
- Egykori DMKE-palota (jelenleg SZTE Irinyi Épület)[3]
- Egykori piarista gimnázium épülete (ma SZTE Bolyai Épület)[4]
- Püspöki palota és a Dóm tér épületegyüttesének több tagja
- Szeged Nagyáruház passzázsa

### Szobrok
- II. Rákóczi Ferenc lovasszobra
- Szőregi csata emlékoszlopa[5]